# Chiesa di Sant'Antonio Maria Zaccaria (Roma)
La chiesa di Sant'Antonio Maria Zaccaria è una chiesa di Roma, nel rione Trastevere, situata in via Ulisse Seni, 1.
Fu fatta costruire dai padri Barnabiti come cappella del seminario teologico internazionale, annesso all'edificio. Essa fu progettata dagli architetti Ugo Luccichenti e Adriano Prandi e costruita nel 1933.
Nella facciata, suddivisa da quattro colonne, è posto lo stemma dell'ordine religioso proprietario della chiesa. L'interno è a pianta a croce latina suddivisa in tre navate, ed è decorata con stucchi e affreschi di Matteo Traverso.